# Egå-Stein

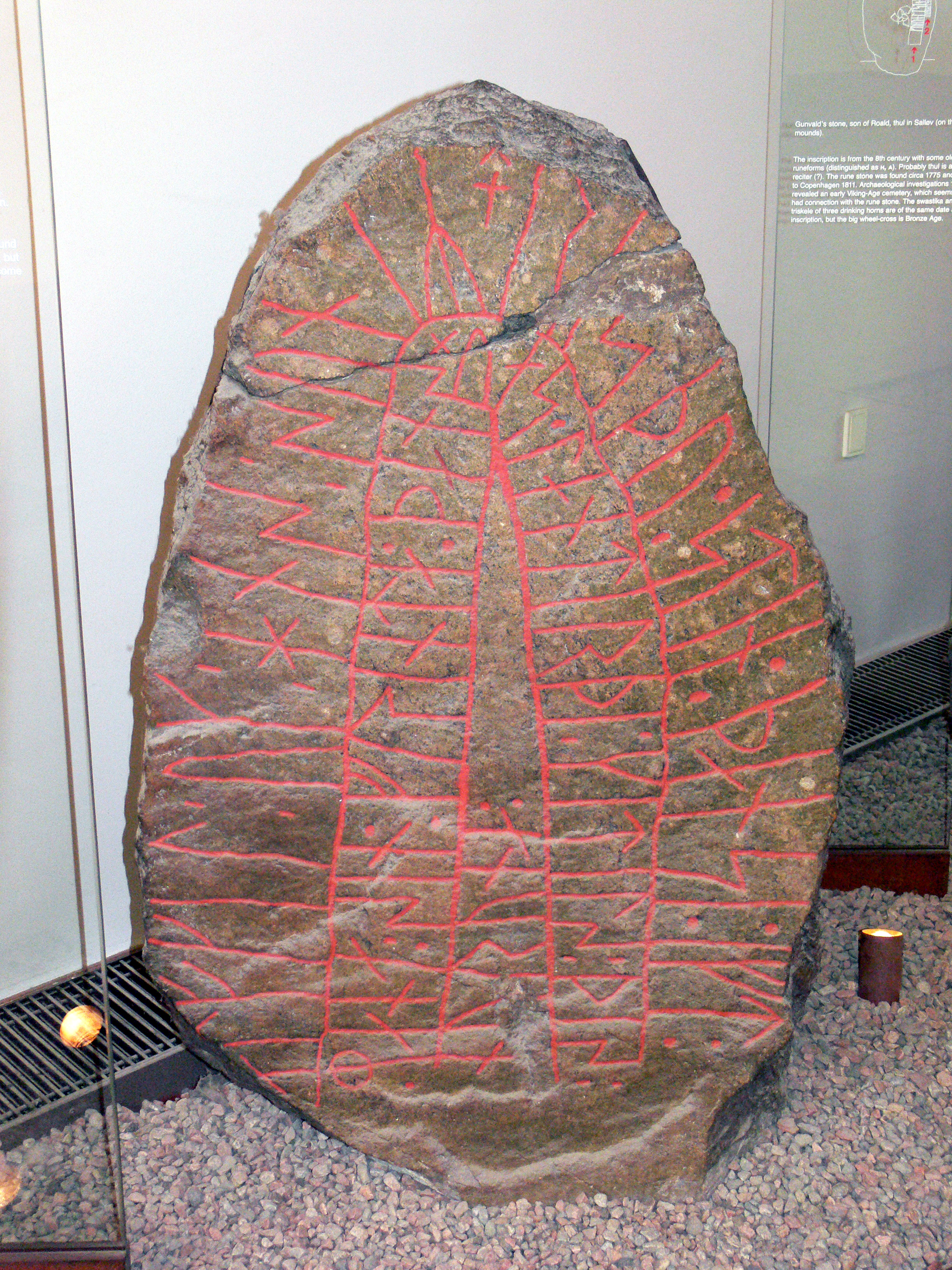
Der Runenstein von Egå

Der Egå-Stein (dänisch: Egå-stenen), nach der Rundata-Liste auch als DR 107 bezeichnet, ist ein Runenstein aus der Wikingerzeit, der in Egå, einem Vorort von Aarhus, in der Region Midtjylland in Dänemark gefunden wurde.

## Beschreibung
Der Runenstein wurde 1814 in eine Mauer an der alten Egå-Brücke (Egå bro) eingemauert, die am Brobjerg-Hügel (Brobjergbakke) stand, und kam bei deren Abriss zum Vorschein. Es fehlte allerdings der obere Teil des Steines, dieser befand sich nicht in der Mauer. In früheren Zeiten erkannte man die historischen Bedeutung von Runensteinen nicht und sie wurden als Baumaterial zum Bau von Brücken, Mauern sowie Gebäuden verwendet. Der Stein wurde in der Nähe der neuen Brücke einige Zeit als Sitzgelegenheit bzw. als Bank genutzt. Er konnte mit einigen lokalen Grabhügeln in Zusammenhang gebracht werden. Bei der Umsetzung einer Steinmauer in Egå wurde 1834 das fehlende Kopfstück gefunden und der Runenstein zusammengesetzt und restauriert. Der Runenstein wurde nach Kopenhagen verbracht und befindet sich jetzt im Dänischen Nationalmuseum. Der komplettierte Runenstein hat eine Höhe von 108 cm, eine Breite von 80 cm und ist 35 cm dick. Der Stein besteht aus Granit. 
Die Inschrift besteht aus drei Runen-Textbändern, die in den Stein mit Buchstaben nach dem Runen-Alphabet Futhark gehauen sind. Die Textbänder sind in Bogenform mit dem dritten Band in der Mitte verbunden. Die Inschrift wurde klassifiziert nach dem Runenstein-Schriftsystem RAK, wo die Runenschrift gerade Enden hat, ohne einen Schlangen- oder Tierkopf, bzw. Symbolik. Sie wird auf die Jahre von 970 bis 1020 n. Chr. datiert.
Die Text besagt, dass der Stein als Denkmal von Alfkell und seinen Söhne in Erinnerung an seinem verstorbenen Verwandten Manne aufgestellt wurde. Das Wort hirđiR oder landhirđiR hat nichts mit dem Wort „Hirten“ zu tun, dem Hüter einer Herde, zu tun, sondern bedeutet eher Statthalter oder Hüter bzw. Wächter des Landes. Daher wird das altnordischen Wort landhirþiR oder landhirdhi als „Wächter des Landes“ gedeutet, wird aber oft auch als „Landesherr“ oder „Verwalter“ übersetzt. Eine andere Inschrift, der diesen Begriff verwendet, ist der Runenstein 1 DR 134 von Ravnkilde. Als Eigentümer des Landes wird hier „Ketill der Norweger“ benannt. Hier wird das Wort Norrøna für Normannen eingesetzt, das auch in Dänemark zu dieser Zeit verwendet wurde, um einen Norweger zu bezeichnen. Ein kleines Kreuz wurde an der Spitze des Steins innerhalb der Runenbänder gehauen und trennt die Worte suniR und risþu.
Der Runenstein ist lokal bekannt als Egå-sten (Egå-Stein) und wurde unter der DK-Nr. MJy 67 in Dänemark katalogisiert.

## Inschrift

### Transliteration der Runen in lateinische Buchstaben
alfkil ÷ uk ÷ hns ÷ suniR ÷ risþu : stin : þansi : ift : ¶ * mana : sin : frinta : þans × uas * lantirþi ÷ kitils ÷ þis ÷ ¶ nuruna ÷

### Transkription ins Altnordische
Alfkel ok hans syniR resþu sten þænsi æft Manna, sin frænda, þans was landhirþiR Kætils þæs norrøna.

### Übersetzungen
| Sprache  | Übersetzung der Runeninschriften |
| -------- | --- |
| Dänisch  | Alfkil og hans sønner rejste denne sten efter Manne, deres frænde, som var landbestyrer for Ketil den norske.                            |
| Deutsch  | Alfkell und seine Söhne stellten diesen Stein zur Erinnerung an Manne, ihren Verwandten, der Landesverwalter war für Ketil den Norweger. |
| Englisch | Alfkell and his sons raised this stone in memory of Manni, their kinsman, who was Ketill the Norwegian's estate-steward.                 |